# Josep Mas i Domènech
Josep Mas i Domènech (Premià de Dalt, 1860- Vilassar de Dalt, 1942), fou eclesiàstic i arxiver català.
Va treballar com a arxiver a la Catedral de Barcelona i va exercir una gran tasca com a investigador sobre la història del pobles del Bisbat de Barcelona. Va publicar una gran quantitat d'estudis, entre els quals destaca les Notes històriques del Bisbat de Barcelona.

## Fons personal
Part del seu fons personal es conserva a l'Arxiu Fotogràfic de Barcelona. El fons aplega una quantitat importantíssima de documentació sobre el bisbat de Barcelona. Es tracta de fotografies, positius i negatius que reprodueixen obres d'art, vistes de pobles i d'esglésies del bisbat de Barcelona Es tracta d'un fons valuós per al coneixement de la història d'aquesta demarcació.
Una altra part del fons personal de Josep Mas i Domènech es conserva a l'Arxiu Històric de la Ciutat de Barcelona.